# Luz

Diagrama da dispersão da luz através de um prisma

Luz ou luz visível é a radiação eletromagnética dentro da parte do espectro eletromagnético que é percebida pelo olho humano. A luz visível é geralmente definida como tendo comprimentos de onda na faixa de 400–700 nanômetros (nm), entre o infravermelho (com comprimentos de onda mais longos) e o ultravioleta (com comprimentos de onda mais curtos). Este comprimento de onda significa uma faixa de frequência de aproximadamente 430–750 terahertz (THz).
As propriedades primárias da luz visível são intensidade, direção de propagação, espectro de frequência ou comprimento de onda e polarização. A sua velocidade no vácuo, 299 792 458 metros por segundo (m/s), é uma das constantes fundamentais da natureza.
Na física, o termo 'luz' às vezes se refere à radiação eletromagnética de qualquer comprimento de onda, seja visível ou não. Nesse sentido, raios gama, raios X, microondas e ondas de rádio também são luz. Como todos os tipos de radiação eletromagnética, a luz visível se propaga como ondas. No entanto, a energia transmitida pelas ondas é absorvida em locais únicos da mesma forma que as partículas são absorvidas. A energia absorvida pelas ondas eletromagnéticas é chamada de fóton e representa os quanta de luz. Quando uma onda de luz é transformada e absorvida como um fóton, a energia da onda colapsa instantaneamente em um único local e esse local é onde o fóton "chega". Isso é o que é chamado de colapso da função de onda. Essa natureza dupla da luz, semelhante a uma onda e também a uma partícula, é conhecida como dualidade onda-partícula. O estudo da luz, conhecido como ótica, é uma importante área de pesquisa da física moderna.
A principal fonte de luz na Terra é o Sol. Historicamente, outra fonte importante de luz para os humanos tem sido o fogo, desde as antigas fogueiras até as modernas lâmpadas de querosene. Com o desenvolvimento de luzes elétricas e sistemas de energia, a iluminação elétrica substituiu efetivamente a luz do fogo. 

## Teorias históricas

### Primeiras ideias
No século I a.C. Lucrécio, dando continuidade às ideias dos primeiros atomistas, escreveu que a luz solar e o seu calor eram compostos de pequenas partículas.

### Corpuscular

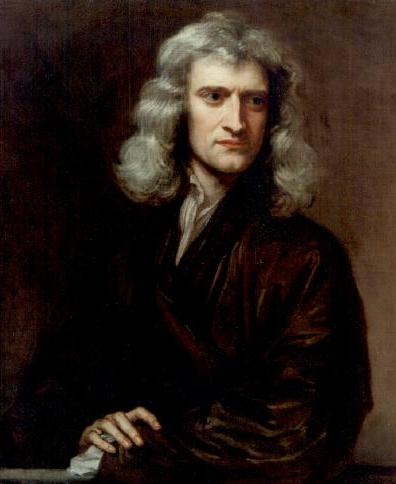
Isaac Newton

A ideia de que a luz seria um corpúsculo vem desde a Antiguidade, com o atomismo de Epicuro e Lucrécio. Tal teoria não é a mesma que a atual, aceita como alternativa à teoria ondulatória. Contudo, somente no século XVII, a teoria corpuscular para a luz consolidou-se como um conjunto de conhecimento capaz de explicar os mais variados fenómenos ópticos. O seu principal expoente nesse período foi o filósofo natural inglês Isaac Newton (1643-1727).
Nos seus trabalhos publicados - o artigo "Nova teoria sobre luz e cores" (1672) (disponível em português em Silva & Martins 1996) e o livro Óptica (Newton 1996) - e também nos trabalhos não publicados - os artigos "Hipótese da luz" e "Discurso sobre as observações" (disponíveis em Cohen & Westfall 2002) - Newton discutiu implicitamente a natureza física da luz, fornecendo alguns argumentos a favor da materialidade da luz. Fato especificamente notório é que, apesar de ser conhecido como o grande defensor da teoria corpuscular, Newton nunca discutiu em detalhes o assunto, sendo sempre cauteloso ao abordá-lo Georg Cantor. A razão desse comportamento seria as críticas recebidas sobre o artigo "Nova teoria sobre a luz e cores" de 1672, advindas principalmente de Robert Hooke, Christiaan Huygens.
A teoria corpuscular foi amplamente desenvolvida no século XVIII, pelos seguidores de Newton. No início do século XIX, com o aperfeiçoamento da teoria ondulatória de Thomas Young e Augustin Fresnel, a teoria corpuscular foi, aos poucos, sendo rejeitada. É importante compreender que a teoria corpuscular desenvolvida entre os séculos XVII e XIX não é a mesma da atual, inserida na concepção da dualidade onda-partícula da luz.

### Ondulatória

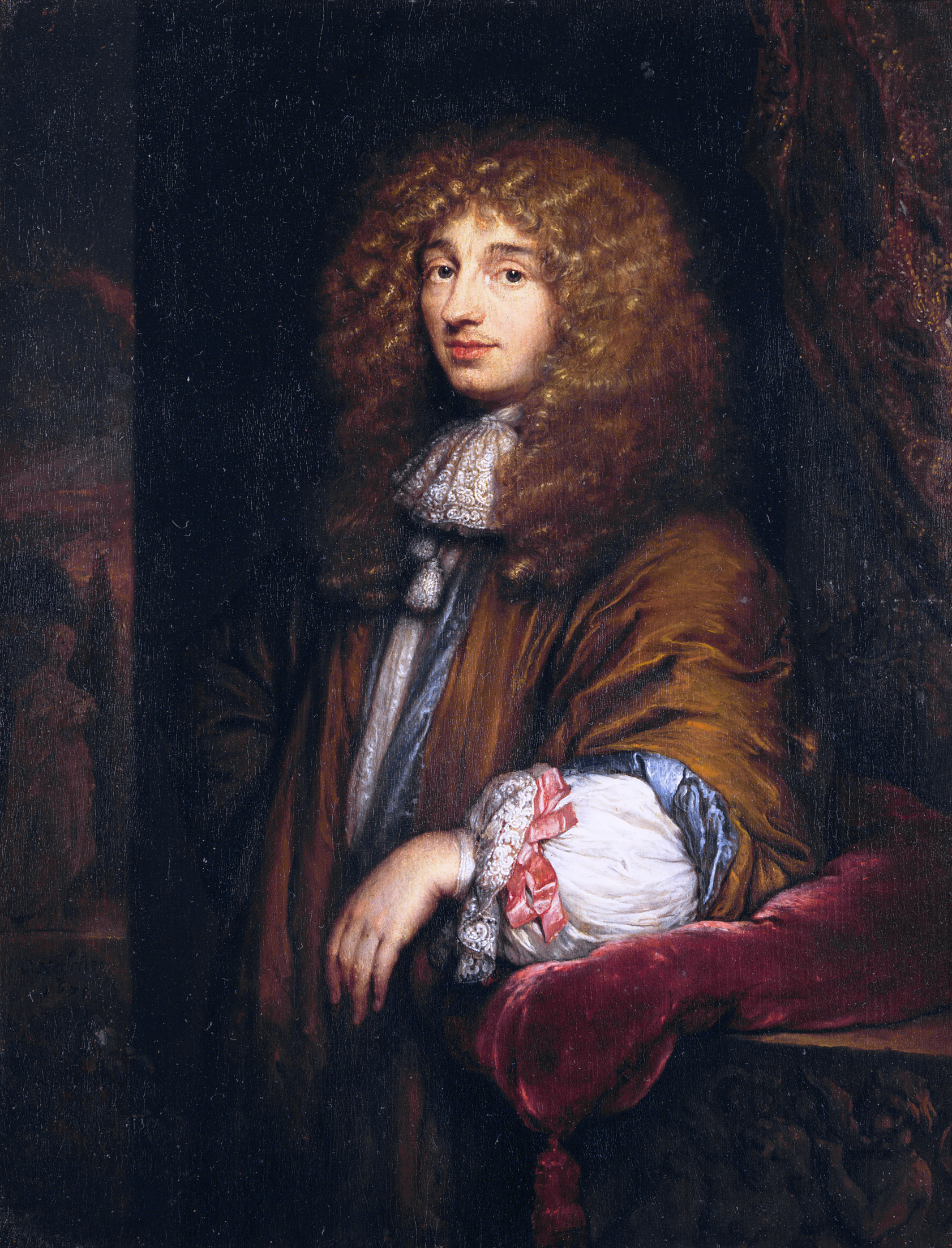
Christiaan Huygens

No século XVII, Huygens, entre outros, propôs a ideia de que a luz fosse um fenómeno ondulatório. Francesco Maria Grimaldi observou os efeitos de difracção, atualmente conhecidos como associados à natureza ondulatória da luz, em 1665, mas o significado das suas observações não foi entendido naquela época. As experiências de Thomas Young e Augustin Fresnel sobre interferência e difracção no primeiro quarto do século XIX, demonstraram a existência de fenómenos ópticos, para os quais a teoria corpuscular da luz seria inadequada, sendo possíveis se à luz correspondesse um movimento ondulatório. As experiências de Young capacitaram-no a medir o comprimento de onda da luz e Fresnel provou que a propagação rectilínea, tal como os efeitos observados por Grimaldi e outros, podiam ser explicados com base no comportamento de ondas de pequeno comprimento de onda.
O físico francês Jean Bernard Léon Foucault, no século XIX, descobriu que a luz se deslocava mais rápido no ar do que na água. O efeito contrariava a teoria corpuscular de Newton, esta afirmava que a luz deveria ter uma velocidade maior na água do que no ar. James Clerk Maxwell, ainda no século XIX, provou que a velocidade de propagação de uma onda eletromagnética no espaço equivalia à velocidade de propagação da luz de aproximadamente 300 000 km/s.

## Características

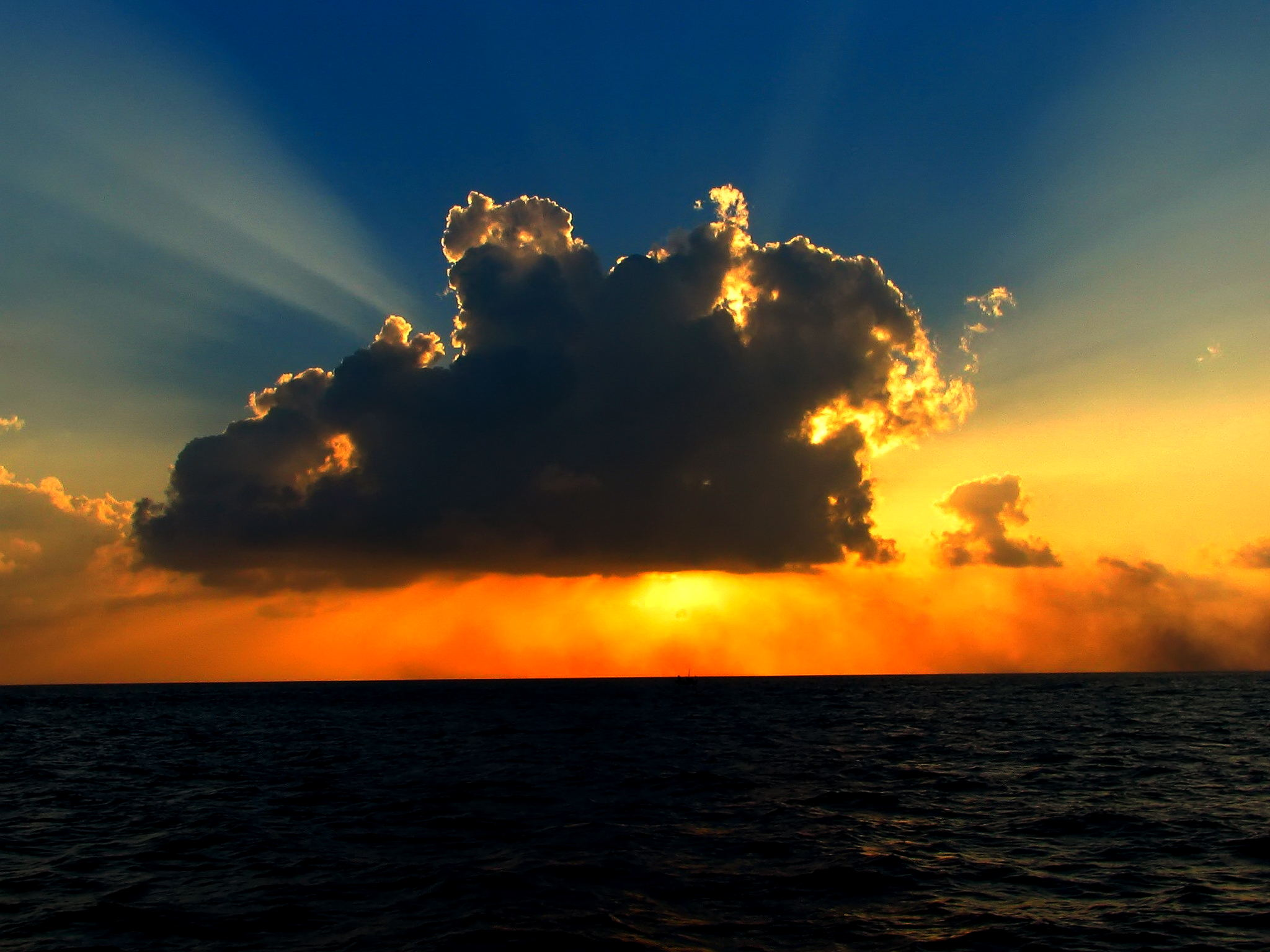
Uma nuvem iluminada pela luz do Sol

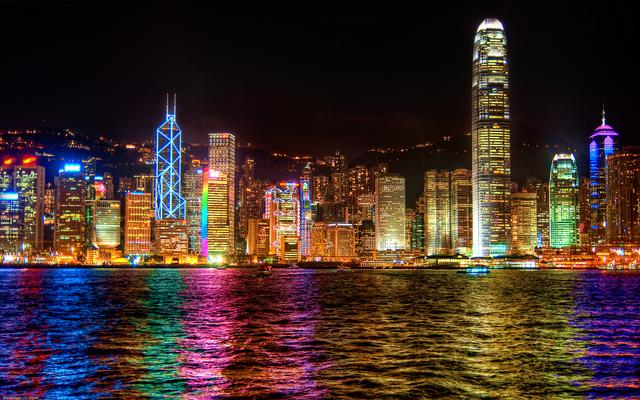
Luz artificial em Hong Kong, China

### Dualidade onda-partícula
No final do século XIX, a teoria que afirmava que a natureza da luz era puramente uma onda eletromagnética, (ou seja, a luz tinha um comportamento apenas ondulatório), começou a ser questionada. Ao se tentar teorizar a emissão fotoelétrica, ou a emissão de elétrons quando um condutor tem sobre si a incidência de luz, a teoria ondulatória simplesmente não conseguia explicar o fenômeno, pois entrava em franca contradição. Foi Albert Einstein, usando a ideia de Max Planck, que conseguiu demonstrar que um feixe de luz são pequenos pacotes de energia e estes são os fótons, logo, assim foi explicado o fenômeno da emissão fotoelétrica. A confirmação da descoberta de Einstein se deu no ano de 1911, quando Arthur Compton demonstrou que quando um fóton colide com um elétron, ambos comportam-se como corpos materiais. Assim, podemos afirmar que quando a luz se propaga no espaço, ela se comporta como onda, mas quando incide sobre uma superfície, passa a se comportar como partícula.

### Comprimentos de onda
As fontes de luz visível dependem essencialmente do movimento de elétrons. Os elétrons nos átomos podem ser elevados de seus estados de energia mais baixa até os de energia mais alta por diversos métodos, tais como aquecendo a substância ou fazendo passar uma corrente elétrica através dela. Quando os elétrons eventualmente retornam a seus níveis mais baixos, os átomos emitem radiação que pode estar na região visível do espectro.

### Velocidade da luz
De acordo com a teoria da relatividade restrita, toda radiação eletromagnética, incluindo a luz visível, se propaga no vácuo a uma velocidade constante, comumente chamada de velocidade da luz, que é uma constante da Física, representada por c e é igual a 299 792 458 m/s, equivalente a 1 079 252 849 km/h.

### Medição
As seguintes quantidades e unidades são utilizadas para medir luz:
- brilho, medida em watt/cm²;
- iluminância (Unidade SI: lux);
- fluxo luminoso (Unidade SI: lúmen);
- intensidade luminosa (Unidade SI: candela).